# Amnesia (visual novel)
Pour les articles homonymes, voir Amnesia.
Amnesia (アムネシア, Amuneshia) est un visual novel créé par Idea Factory. Il sort la première fois en août 2011 pour PlayStation Portable, et plus tard une édition spéciale, Amnesia Later, est sortie en mars 2012. Une suite nommée Amnesia Crowd sort en avril 2013. Ces éditions sortent finalement pour PlayStation Vita sous le nom de Amnesia Later x Crowd V Edition en octobre 2014. Au Japon, la série rencontre un franc succès, et des produits dérivés comme des drama CD et des livres sont commercialisés. En 2013, la série est adaptée en anime de 12 épisodes ainsi qu'un OAV, produit par Brain's Base.

## Système de jeu
Amnesia fait partie des jeux otome : le joueur contrôle les actions du personnage principal qui est souvent féminin, son entourage est composé de beaux personnages, essentiellement des garçons.
Dans Amnesia, les personnages masculins représentent les symboles d'un jeu de cartes : cœur, trèfle, carreau et pique. Selon le parcours choisi, la relation du joueur avec chaque personnage est différente.

## Synopsis
Un matin, une jeune fille âgée de dix-huit ans se réveille dans un café, amnésique: pour une raison inconnue, elle a perdu la mémoire. Ainsi, il est impossible pour elle de se remémorer ses relations, son véritable nom, elle a tout oublié. Un esprit nommé Orion apparaît alors, il est envoyé par le créateur des esprits Neil, qui lui a confié comme mission de guider la jeune fille. Commence alors une longue quête pour cette adolescente, qui devra réapprendre à vivre, et surtout, se souvenir de ses amis et de son passé.

## Personnages

### Personnages principaux
Heroine (主人公, Shujinkō)
Voix japonaise : Kaori Nazuka
Protagoniste de l'histoire, elle a 18 ans s'appelle Aina. et est en première année à l'université. Elle est plutôt réservée et timide mais est toujours souriante, enjouée et prête à aider ses amis. Elle travaille dans un café nommé "Meido no Hitsuji". Dans le jeu, Orion la guide pour qu'elle retrouve ses souvenirs. Dans l'anime, elle oublie son identité, et se montre indécise face aux choix qui s'offrent à elle. Elle vit à plusieurs reprises la même journée, le 1er août, avec différentes personnes: Ikki, Shin, Kent, Toma et Ukyo. Ils jouent le rôle de petit ami à son égard.
Shin (シン)
Voix japonaise : Tetsuya Kakihara
Shin a 17 ans et est en dernière année au lycée. Il travaille durement pour intégrer une université prestigieuse. Ses amis d'enfance sont Toma et l'héroïne. Lorsqu'il était enfant, son père a accidentellement tué un homme ivre, et depuis cet épisode, Shin a été rejeté et moqué par les autres. Shin souhaite prouver à tous ceux qui l'ont critiqué qu'il n'est pas comme son père: de ce fait il essaye d'être brillant pour stopper les moqueries. Ses passe-temps sont de jouer aux cartes, il fait partie du club de track-and-field club. Son animal favori est le chien et sa boisson préférée le soda au melon (on le découvre rapidement dans l'anime. Son symbole est le cœur. Dans l'anime, dans un des mondes, il devient le petit ami de l'héroïne et découvre rapidement qu'elle a perdu la mémoire.
Ikki (イッキ)
Voix japonaise : Kishou Taniyama
Ikki a 22 ans et est en quatrième année à l'université. Son meilleur ami est Kent, et il a une petite sœur de 19 ans dans le jeu. Ses passe-temps sont de jouer aux fléchettes, billard, au tennis de table et résoudre les problèmes de maths de Kent. Il adore les hamsters. Enfant, lorsqu'il vit une étoile filante, il a souhaité devenir populaire auprès des filles. Plus tard, son vœu fut exaucé. Il est toujours entouré de filles et a même un fan-club. Une rumeur circule sur le fait que ses relations amoureuses ne durent pas plus de trois mois. En vérité, les membres de son fan-club ont pour règle de sortir avec lui dans un délai de trois mois seulement. Son symbole est pique. Dans l'anime, dans un des mondes, il est amoureux de l'héroïne et devient son petit ami mais il sait qu'elle ne l'aime pas. Ses yeux ont la faculté de charmer toutes les femmes, mais cela ne fonctionne pas avec l'héroïne et il reste intrigué par ça.
Kent (ケント, Kento)
Voix japonaise : Akira Ishida
Kent a 25 ans et est diplômé de l'université, en maths. Il est le meilleur ami d'Ikki et devient le tuteur de l'héroïne. Il a un caractère calme, posé et sérieux. Ses parents l'ont éduqué dans l'idée que tout peut être résolu logiquement. De ce fait, il est persuadé que chaque problème a une solution logique. Il adore résoudre des problèmes de maths et observer les gens. Son symbole est le trèfle. Dans l'anime, dans un des mondes, il devient le petit ami de l'héroïne mais ne se montre pas attendrissant envers elle. Toutefois, il tente de l'aider en découvrant qu'elle a perdu la mémoire.
Toma (トーマ)
Voix japonaise : Satoshi Hino
Toma a 19 ans et est en deuxième année à l'université. Ses amis d'enfance sont Shin et l'héroïne. Il s'est toujours comporté comme un grand frère avec eux. Dans le jeu, dans plusieurs parcours, il adore les héroïnes Yandere. Il fait partie d'innombrables clubs: soccer, tir à l'arc, radio locale, journal étudiant. Toma adore jouer au basketball, faire du vélo, surfer sur internet, jouer aux jeux vidéo, cuisiner et lire. Son symbole est le carreau. Dans l'anime, dans un des mondes, Toma se montre fou amoureux de l'héroïne et devient possessif : il enferme l'héroïne chez lui pendant plusieurs jours de peur qu'il lui arrive un malheur. L'héroïne parviendra à s'échapper et à retourner chez elle : en lisant son journal intime, elle découvre qu'elle aime réciproquement Toma.
Ukyō (ウキョウ)
Voix japonaise : Kouki Miyata
Ukyō a 24 ans et est photographe. Il possède une double personnalité : son vrai moi qui aime l'héroïne et le deuxième moi qui est colérique, et la déteste. Il semble qu'il connaisse assez bien l'héroïne mais se montre distant avec elle. Il fait partie de plusieurs clubs : triathlon, danse, soccer, rugby... Son symbole est le Joker. Dans l'anime, il souhaite que le créateur des esprits, Neil, laisse vivre en paix l'héroïne. Pour ce faire, il n'a pas hésité à se sacrifier plusieurs fois dans chaque monde, pour qu'elle survive. Le triste sort est qu'il est impossible pour lui et l'héroïne de vivre dans le même monde.

### Personnages secondaires
Orion (オリオン)
Voix japonaise : Hiromi Igarashi
Orion est l'esprit envoyé par Neil pour aider et guider l'héroïne à retrouver sa mémoire. Il a l'apparence d'un garçon de 10 ans et porte des vêtements excentriques. L'héroïne est la seule à pouvoir le voir et l'entendre. Il vient d'un monde différent de celui de l'héroïne. Il deviendra son ami avec le temps. Il est enjoué et vif.
Sawa (サワ)
Voix japonaise : Satomi Moriya
Une jeune fille élève à l'université, brillante et sportive. Elle est amie avec l'héroïne et travaille au café avec elle. Elle parte toujours vivement. Dans le monde où Ikki intervient, elle ne travaille pas au café mais garde une bonne relation avec l'héroïne.
Mine (ミネ)
Voix japonaise : Kana Akutsu
Collègue de l'héroïne, souriante et vive. Elle aime en secret Waka le manager.
Rika (リカ)
Voix japonaise : Yoshida Seiko
Une mystérieuse femme qui a de mauvaises intentions envers l'héroïne. Elle est présidente du fan-club d'Ikki.
Waka (ワカ)
Voix japonaise : Takahashi Hidenori
Le manager du café. Il sait faire des affaires et a le sens de la justice. Dans le jeu et l'anime, son comportement change en fonction du monde.
Luka (ルカ, Ruka)
Voix japonaise : Yoshimasa Hosoya
Luka est un mystérieux personnage, et joue un rôle dans Amnesia Crowd. Plus tard il est révélé qu'il est le petit frère de Rika.

## Anime
Durant le festival Otome Party 2012, la production d'un anime est annoncée pour 2013. L'opening s'intitule Zoetrope de Nagi Yanagi et l'ending Recall de Ray. L'anime est diffusé du 7 janvier au 25 mars 2013 par Brain's Base.
L'anime est composé de 12 épisodes et d'un OAV. Il aborde le thème de l'amnésie (amnesia en grec), la perte partielle ou totale de la mémoire dont l'origine est diverse. Dans l'anime, l'héroïne semble avoir perdu la mémoire à cause d'un choc, lors d'une chute d'une falaise.